# Irena Sendler
Irena Stanisława Sendler (născută: Krzyżanowska, cunoscută în poloneză Irena Sendlerowa, nume conspirativ: Jolanta), (n. 15 februarie 1910, Otwock, Polonia – d. 12 mai 2008, Varșovia), a fost o asistentă medicală și socială din Polonia. Irena Sendler a întemeiat organizația „Żegota” (poloneză Rada Pomocy Żydom), care sprijinea acțiunea de salvare și adăpostire a evreilor între anii 1942 și 1945, în timpul ocupației naziste a Poloniei.
Organizația Żegota⁠(en)[traduceți] a reușit să salveze ca. 75.000 de evrei polonezi prin falsificarea unor acte de identitate.

## Biografie
Irena Sendler, în calitate de soră medicală a reușit, printr-o acțiune de control epidemiologic, să intre în contact cu evreii din ghetoul din Varșovia și să salveze, cu documente falsificate și cu ajutorul unor voluntari, 2.500 de copii evrei, care au fost plasați la familii poloneze sau ascunși în mănăstiri și orfelinate.
În anul 1943 a fost arestată de Gestapo și condamnată la moarte; în închisoare a fost torturată, dar nu a divulgat numele copiilor salvați.

## Distincții și recunoștință

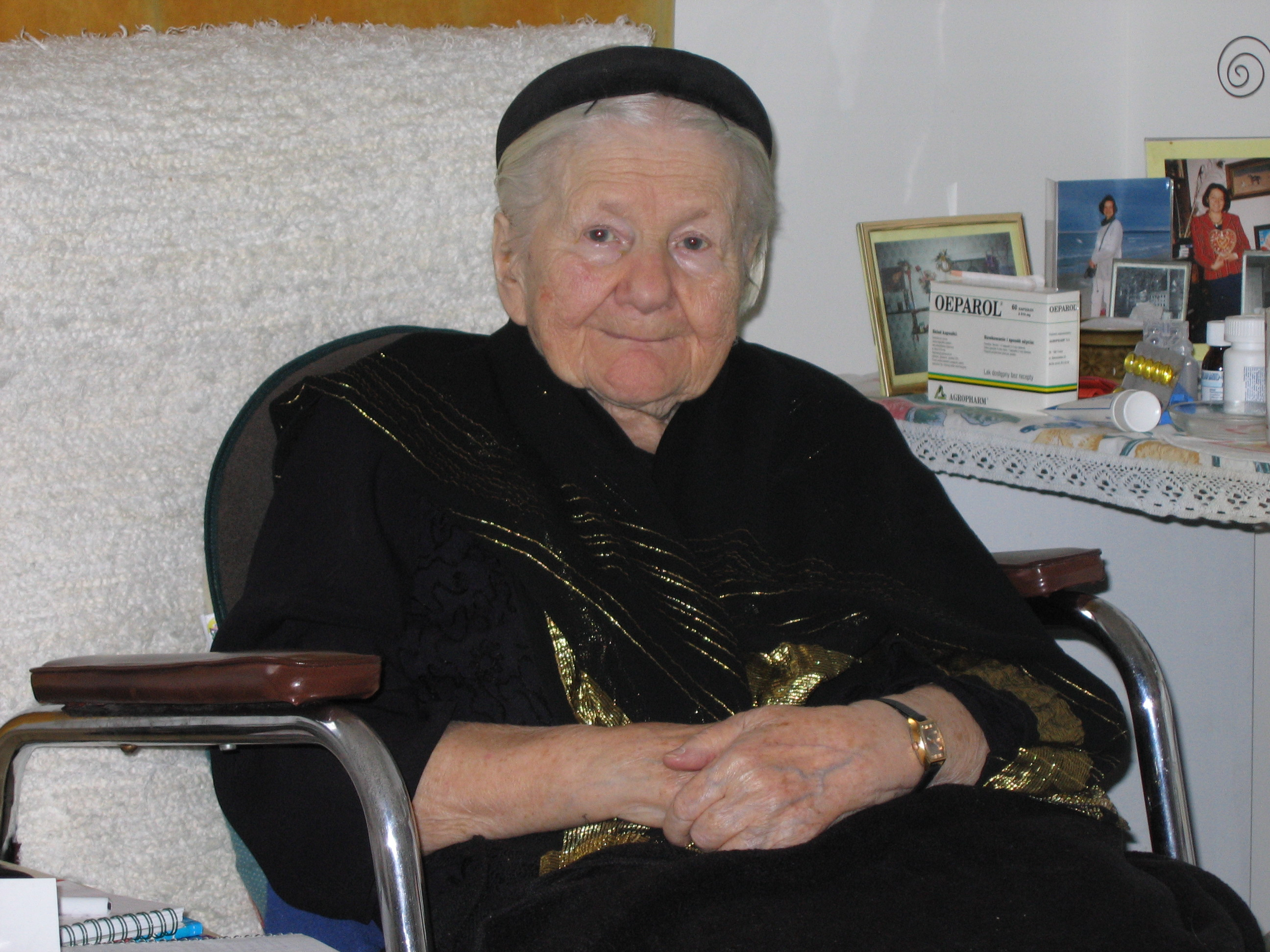
Irena Sendler la 95 de ani

- 1965: Titlul Drept între popoare din partea organizației Yad Vashem;
- 2003: scrisoare de mulțumire din partea papei Ioan Paul al II-lea;
- 2003: Ordinul Vulturului Alb, cea mai înaltă decorație civilă poloneză;
- Premiul "Jan Karski" din partea Centrului American de Cultură Poloneză din Washington, D.C.;
- 2007: a fost onorată de Senatul Polonez.

În 2007 președintele Lech Kaczyński o nominalizează pentru Premiul Nobel pentru Pace.
Canalul Public Broadcasting Service a realizat un documentar intitulat Irena Sendler, In the Name of Their Mothers și bazat pe dezvăluirile Irenei, intervievate de biografa Anna Mieszkowska în 2003.
În 1999 mai mulți studenți de la Universitatea Uniontown, Kansas au realizat un film bazat pe viața eroinei și care a fost adaptat pentru televiziune sub titlul The Courageous Heart of Irena Sendler și în care, în rolul Irenei a jucat actrița canadiană Anna Paquin.
La expoziția creată cu ocazia împlinirii a 100 de ani de la recâștigarea Independenței Poloniei și a Anului Drepturilor Femeii, precum și a Marii Uniri a României, Institutul Polonez din București a publicat povestea a 34 de femei remarcabile din cele două țări, iar în 2020, tot la inițiativa Institutului Polonez din București, au fost prezentate o serie de filme de animație despre aceste poloneze și românce.